# Reichskommissariat Don-Wolga
El reichskommissariat Don-Wolga fue el régimen de ocupación civil planificado por la Alemania nazi de cara a la ocupación de algunos territorios meridionales de la Unión Soviética. También se menciona en los memorandos alemanes como simplemente Dongebiet («Territorio del Don»). Tendría que extenderse aproximadamente desde el Mar de Azov hasta la República Autónoma de los Alemanes del Volga, un área sin fronteras naturales, unidad económica o una población homogénea. Su capital programada fue Rostov. 
Dietrich Klagges, el ministro-presidente de Braunschweig, fue propuesto por el líder nazi Alfred Rosenberg como el reichskommissar.
Aunque originalmente se habían previsto cinco regímenes de ocupación, finalmente se abandonó porque no tenía un objetivo político específico, y porque las autoridades alemanas habían decidido, para la segunda mitad de mayo de 1941, limitar el número de unidades administrativas que debían establecerse en el Este a cuatro. Por sugerencia de Rosenberg, su territorio estaba dividido entre el reichskommissariat Ukraine y el reichskommissariat Kaukasus, que fue aceptado por Adolf Hitler. Otras fuentes declaran que su territorio cubría 55.000 km², e incluía solo el territorio que luego se agregó al reichskommissariat Ukraine, que comprendió finalmente los territorios de Generalbezirke Rostov, Vorónezh y Sarátov.